# Reconstrucció Socialista del País Valencià
Reconstrucció Socialista del País Valencià (RSPV) fou un grupuscle polític valencià format cap al 1971 per antics militants del Partit Socialista Valencià, però també vinculats a la Unió Sindical Obrera (USO), a l'HOAC, les Joventuts Obreres Catòliques i Cristians pel Socialisme. No va tenir més d'una dotzena de militants, principalment el sacerdot José Corell, Joan Olmos Llorens, Josep Sanchis, Vicent Campos Oltra i altres. El 1975 es va integrar en Convergència Socialista del País Valencià.